# Phaenolobus clavicornis
Phaenolobus clavicornis är en stekelart som först beskrevs av Otto Schmiedeknecht 1900.  Phaenolobus clavicornis ingår i släktet Phaenolobus och familjen brokparasitsteklar. Inga underarter finns listade i Catalogue of Life.